# 居伊·罗帕茨
约瑟夫·居伊·罗帕茨（法語：Joseph Guy Ropartz；1864年6月15日—1955年11月22日），法國布列塔尼作曲家，指挥家。生于阿摩尔滨海省的甘冈，后来到巴黎音乐学院学习，师从马斯内和弗兰克，并与马尼亚尔结成好友。后来他先后在南锡和斯特拉斯堡任教并指挥乐队，1929年退休隐居，1949年被选入法兰西艺术院。晚年双目失明。
罗帕茨的作品受到弗兰克和丹第的影响，有时也有一定的印象派特征。不过总体上说，他是一位典型的布列塔尼作曲家。他的音乐风格比较严肃，常常富于宗教性，有时也采用一些民歌。在布列塔尼文艺复兴运动中，他的音乐创作起到了很大作用。

## 外部連結
- 居伊·罗帕茨的免费乐谱，由国际乐谱典藏计划提供